# Xiaomi Mi 9T
Xiaomi Mi 9T та Xiaomi Mi 9T Pro — смартфони, розроблені китайською компанією Xiaomi, що є першими представниками серії Mi T — серії дешевих флагманів. Особливістю смартфонів стала передня камери з висувним механізмом.
В Китаї та Індії смартфони продавалися як Redmi K20 та Redmi K20 Pro, які стали першими представниками субфлагманської та флагманської серії Redmi K суббренда Redmi.
Світовий анонс та продаж Mi 9T розпочався з червня 2019 року, а Mi 9T Pro — з серпня 2019 року.
В Україні Xiaomi Mi 9T у модифікації 6/128 ГБ поступив у продаж 24 липня 2019 року за ціною 9999 грн.

## Дизайн
Передня та задня панелі виконані зі скла Corning Gorilla Glass 5, а рамка — з алюмінію.
Знизу розміщені лоток під 2 SIM-картки, роз'єм USB-C, мікрофон та динамік, зверху — висувна фронтальна камера, індикатор сповіщень та 3,5 мм аудіороз'єм, а справа — гойдалка регулювання гучності та кнопка блокування, яка виділена червоним кольором.
Mi 9T/Redmi K20 продавався в 3 кольорах: Блакитний льодовик, Червоне полум'я, Чорний карбон. Mi 9T Pro/Redmi K20 Pro, на додаток продавався в кольорів Літній мед (білий).

## Технічні характеристики

### Апаратне забезпечення
Mi 9T/Redmi K20 отримав субфлагманську систему на кристалі Qualcomm Snapdragon 730, а Mi 9T Pro/Redmi K20 Pro — флагманську Snapdragon 855. Mi 9T продавався в конфігураціях — 6/64 та 6/128 ГБ, Mi 9T Pro, Redmi K20 та K20 Pro — 6/64, 6/128 та 8/256 ГБ.
Батарея отримала об'єм 4000 мА·год. Mi 9T/Redmi K20 має підтримку швидкої зарядки потужністю 18 Вт, а Mi 9T/Redmi K20 Pro — підтримку 27-ватної швидкої зарядки Quick Charge 4+.
Дисплей Super AMOLED, 6,39", Full HD+ (2340 × 1080) із співвідношенням сторін 19,5:9, щільністю пікселів 403 ppi та підтримкою технології HDR. Також під дисплей вбудовано оптичний сканер відбитків пальців.
Смартфони отримав основну потрійну камеру із ширококутним об'єктивом на 48 Мп з діафрагмою f/1.75, фазовим автофокусом, телеоб'єктивом на 8 Мп з діафрагмою f/2.4, фазовим автофокусом і 2-кратним оптичним зумом та надширококутним об'єктивом на 13 Мп з діафрагмою f/2.4 та кутом огляду 124,8°. Також у Mi 9T Pro/Redmi K20 Pro є лазерний автофокус. Основна камера Mi 9T/Redmi K20 вміє записувати відео з роздільно здатністю 4K@30fps, а Mi 9T Pro/Redmi K20 Pro — 4K@60fps. Також пристрої отримали ширококутну фронтальну камеру на 20 Мп з діафрагмою f/2.2 і можливістю запису відео в роздільній здатності 1080p@30fps. Особливістю фронтальної камери став її висувний механізм, що зробити дисплей без вирізів під передню камеру.
Бездротові інтерфейси: Wi-Fi b/g/n/ac, MU-MIMO, 2,4/5 ГГц, Bluetooth 5.0, NFC (крім індійських моделей Redmi K20 та K20 Pro).
Датчики та роз'єми: сканер відбитків пальців, USB-C, датчики світла, цифровий компас, датчик наближення, гіроскоп, вихід на навушники 3,5 мм.

### Програмне забезпечення
Смартфони були випущені на Android 9 Pie з фірмовою оболонкою MIUI 10. Mi 9T та індійський Redmi K20 були оновлені до MIUI 12 на базі Android 11, а інші моделі — до MIUI 12.5 на базі Android 11.
Mi 9T Pro став першим смартфоном компанії Xiaomi, в якому сервіси MIUI, такі як Телефон, Повідомлення, Контакти були замінені аналогами від компанії Google.

## Ціна
Ціна в березні 2020 року в офіційному магазині — 7999 грн.
В Україну Mi 9T Pro поступив в модифікаціях 6/64 та 6/128 ГБ за початковою ціною 13999 грн.

## Redmi K20 Pro Premium
Redmi K20 Pro Premium — покращена версія Redmi K20 Pro з більш розігнаною системою на кристалі Qualcomm Snapdragon 855+, об'ємом вбудованої пам'яті до 512 ГБ та оперативної пам'яті до 12 ГБ, новішою версією ОС з коробки й новим кольором Класна чорна меха (чорний колір стилізований під меху).